# Elecciones estatales extraordinarias de Nuevo León de 2018
Las elecciones estatales extraordinarias de Nuevo León de 2018 se realizaron el domingo 23 de diciembre de 2018. En ellas se eligió a los miembros del ayuntamiento de Monterrey, compuesto por un presidente municipal, dos síndicos, 18 regidores de mayoría relativa y 8 regidores de representación proporcional. Las elecciones se establecieron luego de que el Tribunal Electoral del Poder Judicial de la Federación anulara la elección celebrada el 1 de julio de 2018.

## Antecedentes
En las elecciones celebradas el 1 de julio de 2018, el candidato del Partido Acción Nacional (PAN), Felipe de Jesús Cantú, obtuvo el triunfo con 4679 votos de ventaja —equivalentes al 0.9% de los sufragios— sobre su adversario del Partido Revolucionario Institucional (PRI), Adrián de la Garza. Sin embargo, el 17 de agosto el Tribunal Electoral del Estado revisó la elección y anuló algunas casillas por irregularidades, decretando como ganador al abanderado del PRI. Posteriormente, el 17 de octubre, la Sala Regional del Tribunal Electoral del Poder Judicial de la Federación decidió revocar el fallo del Tribunal Estatal, regresando el triunfo al PAN. Finalmente, el 30 de octubre, el pleno del Tribunal Electoral determinó anular las elecciones y convocar a comicios extraordinarios para diciembre.

## Resultados
|  | 41.22 % |

|  | 39.31 % |

|  | 14.54 % |

|  | 1.00 % |

|  | 0.64 % |

|  | 0.51 % |

|  | 0.28 % |

|  | 0.18 % |

|  | 0.08 % |

|  | 97.83 % |

|  | 2.16 % |